# Teoria conspirației privind moartea lui Osama bin Laden
Moartea lui Osama bin Laden a dat naștere la diferite teorii conspirative, farse și zvonuri. Acestea includ ideile că bin Laden a fost mort de ani de zile sau că este încă în viață. Îndoieli cu privire la moartea lui bin Laden au fost alimentate de faptul că militarii americani au aruncat cadavrul în mare, de decizia de a nu se da dovezi fotografice privind moartea lui bin Laden, povestea oficială privind atacul de la Abbottabad s-a schimbat sau se contrazice în mod direct cu afirmațiile anterioare și 25 de minute filmate în timpul raidului asupra ascunzătorii lui bin Laden cu camerele montate pe căștile trupelor au fost cenzurate.  
Există o întreagă serie de teorii ale conspirației care susțin printre altele că Osama bin Laden ar fi fost ucis de mult, că nu ar fi existat în mod real niciodată sau că ar fi fost un agent american.
Pe 2 mai 2011, o imagine despre care s-a pretins că-l prezintă pe bin Laden mort a fost difuzată de televiziunea pakistaneză. Deși povestea a fost preluat de presa britanică, precum și de Associated Press, acestă imagine a fost rapid scoasă de pe website-uri după ce s-a demonstrat pe Twitter că este un fals.
O altă teorie conspirativă spune că bin Laden a fost ucis cu câțiva ani înainte în munții Tora Bora, dar această informație a fost ținută secretă pentru a se continua așa zisul război împotriva terorismului.
Altă teorie spune că bin Laden a murit mult mai devreme și că anunțul privind moartea lui bin Laden a fost amânat astfel încât să nu fie perturbate festivitățile legate de nunta Prințului William cu Kate Middleton.